# 村上潤
村上 潤（むらかみ じゅん、1956年12月31日 - ）は、日本のスタントマン・アクション監督。ジャパンアクションエンタープライズ所属。別名、J・ムラカミ。宮城県出身。

## 来歴・人物
『キイハンター』を観て千葉真一に憧れスタントマンを志す。高校2年生の時に『仮面ライダー』のクレジットでジャパンアクションクラブの存在を知り、オーディションを受けて合格するも、高校卒業後の入団を希望する。1975年、高校卒業後にジャパンアクションクラブに第5期生として入団する。同期には古賀弘文や横山稔がいる。
1970年代後半から1980年代前半にかけて、宇宙刑事シリーズなどでスーツアクターとして活躍した。『仮面ライダーBLACK』（1987年）以降はアクション監督として数々の作品に関わり、『ビーロボカブタック』などではメインのアクション監督も務めた。
1984年に『宇宙刑事シャリバン』で共演した降矢由美子と結婚、2003年に離婚している。

## エピソード
父親がカメラ関係の仕事を務めていたことからカメラの扱いに長けており、『秘密戦隊ゴレンジャー』では現場に8ミリカメラを持ち込んで自身のアクションの映り方を研究していた。
若手時代は先輩からの話を聞くことを好み、酒を飲めなかったが先輩からの誘いは断らなかったという。
靴のサイズが合わないと怪我のもとになると考え、衣裳では靴が足にフィットするかどうかを最も重視していた。
元ジャパンアクションクラブの後輩の渡洋史とは同じアパートに生活していたこともある。
『宇宙刑事ギャバン』では、変身前を演じる主演の大葉健二が激しいアクションをこなしていたことから、「変身したら弱くなった」と言われないよう必死であったことを述べている。一方の大葉は、活動を共にしてきた村上を信頼し、演技やアクションに対して注文を付けることはなかったという。村上が後年にアクション監督の金田治に自身を起用した理由を訪ねたところ、『メガロマン』で単独ヒーローを演じた経験があったからだと告げられたという。
『仮面ライダーBLACK』では、当初ライダー役に立候補していたが、既に岡元次郎に決定していた。また、『BLACK』への参加が決定する前は『世界忍者戦ジライヤ』に入るものと思っていたため忍術の勉強をしていたという。

## 作品

### 出演

#### テレビ
- 柳生一族の陰謀（1978年-1979年）
- 元祖おじゃまんが山田くん（1984年）
- 誰かが見ている（1986年）

#### スーツアクター・スタントマン
- アクマイザー3（1975年 - 1976年） - 兵隊[2][5]
- 秘密戦隊ゴレンジャー（1976年 - 1977年） - ミドレンジャー[2][4][5]（67話 -）、兵隊[2]
- ジャッカー電撃隊（1977年） - 怪人[2][5]、スペードエース（代役）[5]
- 宇宙からのメッセージ・銀河大戦（1978年） - まぼろし（代役）[5]
- スパイダーマン（1978年 - 1979年）
- メガロマン（1979年） - メガロマン[2][5]
- 電子戦隊デンジマン（1980年-1981年） - デンジグリーン[2][5]
- 太陽戦隊サンバルカン（1981年-1982年）
- 宇宙刑事ギャバン（1982年-1983年） - ギャバン（アクション）[2][5]
- 宇宙刑事シャリバン（1983年-1984年） - シャリバン（アクション）[2][5]
- 星雲仮面マシンマン（1984年） - マシンマン[2][5]
- 兄弟拳バイクロッサー（1985年） - バイクロッサーケン[2][5]
- 火曜サスペンス劇場 五周年記念作品(3)誰かが見ている（1986年）- スタント

#### 映画
- 戦国自衛隊（1979年） - 騎馬武将[5]

### アクション監督

#### 特撮テレビドラマ
- 仮面ライダーBLACK（1987年-1988年）補佐
- 仮面ライダーBLACK RX（1988年-1989年）補佐、全編代理
- 機動刑事ジバン（1989年-1990年）全編代理（23話のみ）
- 特警ウインスペクター（1990年-1991年）全編代理
- 特救指令ソルブレイン（1991年-1992年）全編代理
- 特捜エクシードラフト（1992年-1993年）全編代理
- 特捜ロボジャンパーソン（1993年-1994年）全編代理
- 超力戦隊オーレンジャー（1995年-1996年）全編代理
- 激走戦隊カーレンジャー（1996年-1997年） - 後期からメインを担当[注釈 1]
- ビーロボカブタック（1997年-1998年） - メイン担当[注釈 1]
- テツワン探偵ロボタック（1998年-1999年） - メイン担当[注釈 1]
- 燃えろ!!ロボコン（1999年-2000年） - メイン担当
- 爆竜戦隊アバレンジャー（2003年-2004年）補佐
- 仮面ライダーG（2009年）

#### テレビドラマ
- 女検事・霞夕子(7)自転車に乗る（1989年）
- 赤かぶ検事奮戦記(2)　笑う楊貴妃観音殺人事件（1990年）
- 闇のパープル・アイ（1996年）
- 24時間だけの嘘（1999年）
- 巡査鉄兵の推理日誌2（2001年）
- 京都羅生門殺人旅情 きもの＆古美術ツアー（2002年）
- スカイハイ（2003年）
- 駅前タクシー湯けむり事件案内（2003年）
- ドールハウス 〜特命女性捜査班〜（2004年）
- ケータイ刑事銭形零（2004年）
- 超豪華寝台特急トワイライト連続殺人事件（2006年）
- 時効警察（2006年）
- 59番目のプロポーズ（2006年）
- のだめカンタービレ（2006年）[6] [7]
- 帰ってきた時効警察（2007年）
- 土曜ワイド劇場 女警察署長（2007年）
- あんみつ姫の大冒険!（2008年）
- サラリーマン金太郎（2008年）
- ロスタイムライフ（2008年）
- 土曜ワイド劇場 検事・朝日奈耀子(6)（2008年）
- あんみつ姫2（2009年）
- 土曜ワイド劇場 女警察署長(2)（2009年）
- 夏の恋は虹色に輝く1・3話（2010年）
- 熱海の捜査官（2010年）
- 最後の晩餐 〜刑事・遠野一行と七人の容疑者〜（2011年）
- 陽はまた昇る（2011年）
- 市長死す（2012年）
- 土曜ワイド劇場 検事・朝日奈耀子(13)（2013年）
- 土曜ワイド劇場 検事・朝日奈耀子(15)（2014年）
- 月曜プレミア8 十津川警部の事件簿　(2021年)

#### テレビその他
- 第46回新春かくし芸大会2009（2009年）
- run for money 逃走中 呪われた遊園地（2010年）
- ごきげん歌謡笑劇団（2012年）
- 木曜8時のコンサート（2012年）

#### 映画
- 仮面ライダーZO（1993年）技闘補
- 仮面ライダーJ（1994年）[注釈 2]
- イン・ザ・プール（2004年）
- 亀は意外と速く泳ぐ（2005年）
- 転々（2007年）
- 20世紀少年 -第1章- 終わりの始まり（2008年）補佐
- 花のあすか組 NEO!（2008年）
- 仮面ライダー×仮面ライダー×仮面ライダー THE MOVIE　超・電王トリロジー（2010年）
  - EPISODE RED ゼロのスタートウィンクル
  - EPISODE BLUE 派遣イマジンはNEWトラル
  - EPISODE YELLOW お宝DEエンド・パイレーツ
- すべては海になる（2010年）
- 探偵はBARにいる（2011年）補佐

#### 舞台
- サスペンス・ミステリー「SHOW・劇 SHOCK」（2003年）
- バーム・イン・ギリヤド（2008年）

#### オリジナルビデオ
- ウルトラマンVS仮面ライダー（1993年）
- 激走戦隊カーレンジャーVSオーレンジャー（1997年）[注釈 1]
- ビーロボカブタック クリスマス大決戦!!（1997年）
- テツワン探偵ロボタック&カブタック 不思議の国の大冒険（1998年）

#### CM
- カゴメ 「バランス戦隊ベジレンジャー」編（グラフィック）（2012年）※ポージング指導[1] [8]

#### イベント
- 京楽 特別先行展示会（2011年）

#### ゲーム
- ファイナルファンタジーXIII（2009年）